# Aero Contractors
Aero Contractors Company of Nigeria Limited, nota come Aero Contractors o semplicemente Aero, è una compagnia aerea nigeriana controllata dallo stato con sede all'aeroporto Internazionale Murtala Muhammed di Ikeja, Stato di Lagos, Nigeria. Inoltre, gestisce servizi in elicottero e servizi passeggeri di linea e charter nazionali e internazionali, operazioni pèr aeromobili di terzi, in gran parte a sostegno dell'estesa industria petrolifera e del gas della Nigeria.

## Storia
Aero Contractors venne costituita nel 1959 e ufficialmente registrata in Nigeria nel 1960. A quel tempo, era una società interamente controllata dalla Schreiner Airways dei Paesi Bassi.
Divenne una società con una partecipazione nigeriana inizialmente del 40% nel 1973 e successivamente del 60% nel 1976, anticipando i requisiti del decreto sulla promozione delle imprese nigeriane del 1977, noto anche come decreto di indigenizzazione. Nel gennaio 2004, Schreiner Airways è stata acquistata da CHC Helicopter (CHC), che ha acquisito una partecipazione del 40% in Aero, mentre la quota di maggioranza del 60% è rimasta all'interno della famiglia Ibru.
Il 1º luglio 2010, CHC ha venduto le sue partecipazioni in Aero per il corrispettivo di 1 naira nigeriana; da quel momento, Aero è diventata interamente di proprietà della famiglia Ibru.
Nel marzo 2013, un'azione sindacale ha bloccato i voli per 18 giorni, in una controversia sull'esternalizzazione e sulla riduzione del personale. Lo sciopero, dal 13 al 28 marzo, ha messo a terra la flotta attiva di nove aerei, ed è stato riferito che costò alla compagnia aerea almeno N10bn in vendita di biglietti.
Nell'agosto 2013 ci fu la speculazione della stampa secondo cui il governo federale avrebbe utilizzato Aero Contractors come nucleo di un nuovo vettore nazionale, ricapitalizzandolo attraverso un'offerta pubblica iniziale (IPO) di 200 miliardi di naire. La nuova compagnia aerea avrebbe dovuto essere conosciuta come "Nigerian Eagle", diversi anni dopo la liquidazione della defunta compagnia di bandiera Nigeria Airways, e che la compagnia aerea avrebbe iniziato a operare a pieno regime entro la fine dell'anno (2013). La base fattuale per questo rapporto era la riverniciatura di un aereo con i colori della squadra nazionale di calcio della Nigeria, i Super Eagles. Il ministero dei Trasporti aerei, tuttavia, ha chiarito che la riverniciatura dell'aereo era solo pubblicità relativa alla qualificazione della squadra nazionale per i Mondiali di calcio del 2014.
Nel 2016, Aero Contractors è diventata la prima compagnia aerea vittima ufficiale dell'aggravarsi della crisi economica della Nigeria dopo aver annunciato che avrebbe sospeso tutte le operazioni programmate con effetto dal 1º settembre 2016. Tuttavia, da dicembre 2016 la compagnia aerea è gradualmente tornata alla piena operatività, operando 6.717 voli nel 2019.

## Identità aziendale

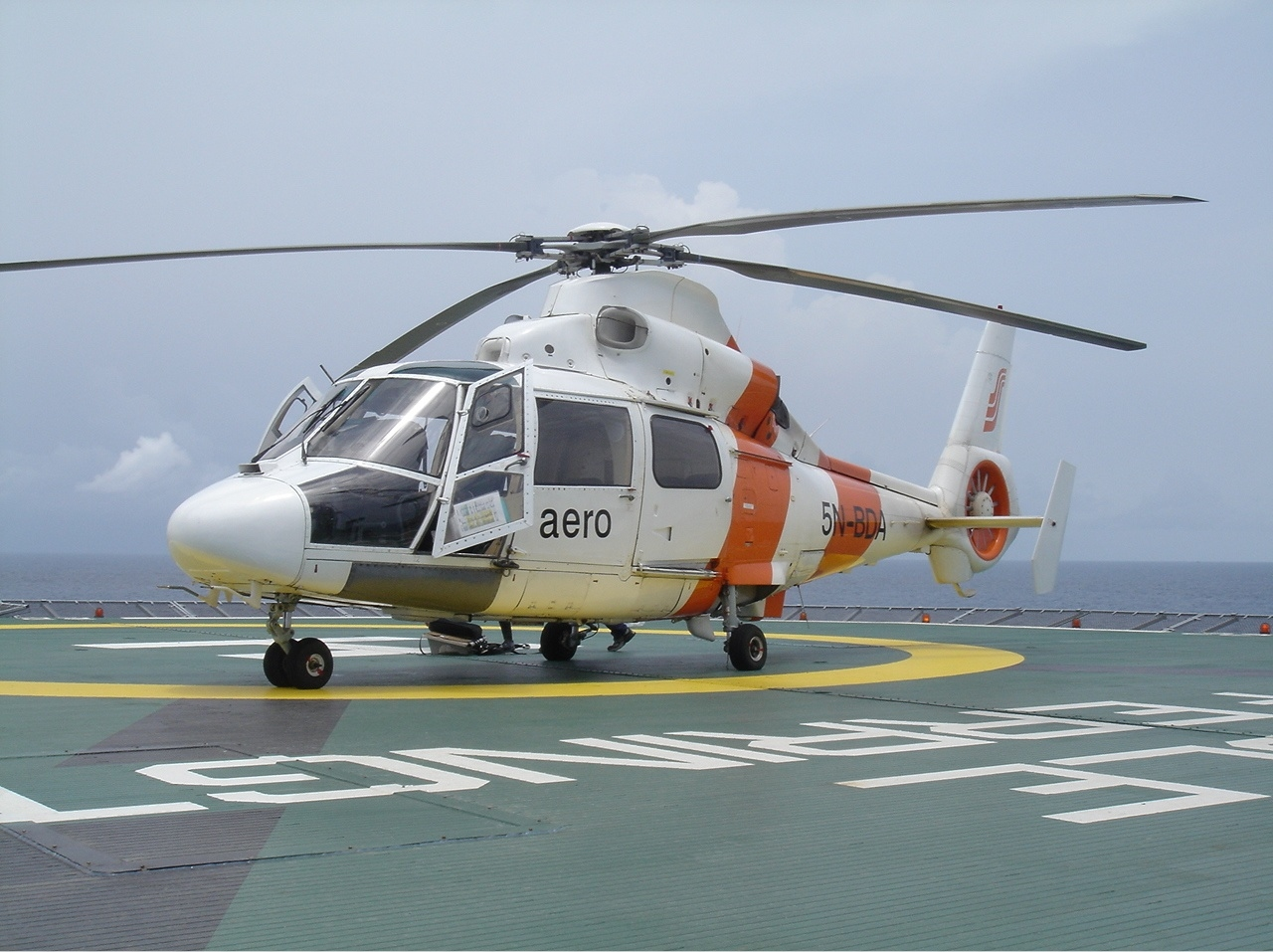
Uno degli elicotteri della compagnia nel 2005.

### Proprietà
Precedentemente Aero era interamente di proprietà della famiglia Ibru. Asset Management Corporation of Nigeria (AMCON) ora possiede il 60% delle azioni, con il resto ancora di proprietà della famiglia Ibru.

### Struttura
Aero ha due divisioni:
- Aero Nigeria - fornisce servizi passeggeri di linea in Nigeria e Africa occidentale.
- Rotary Wing - fornisce servizi in elicottero per l'industria petrolifera e del gas in Nigeria.

Aero ha ancora una partnership tecnica con CHC per quanto riguarda la sua divisione ad ala rotante.

## Flotta

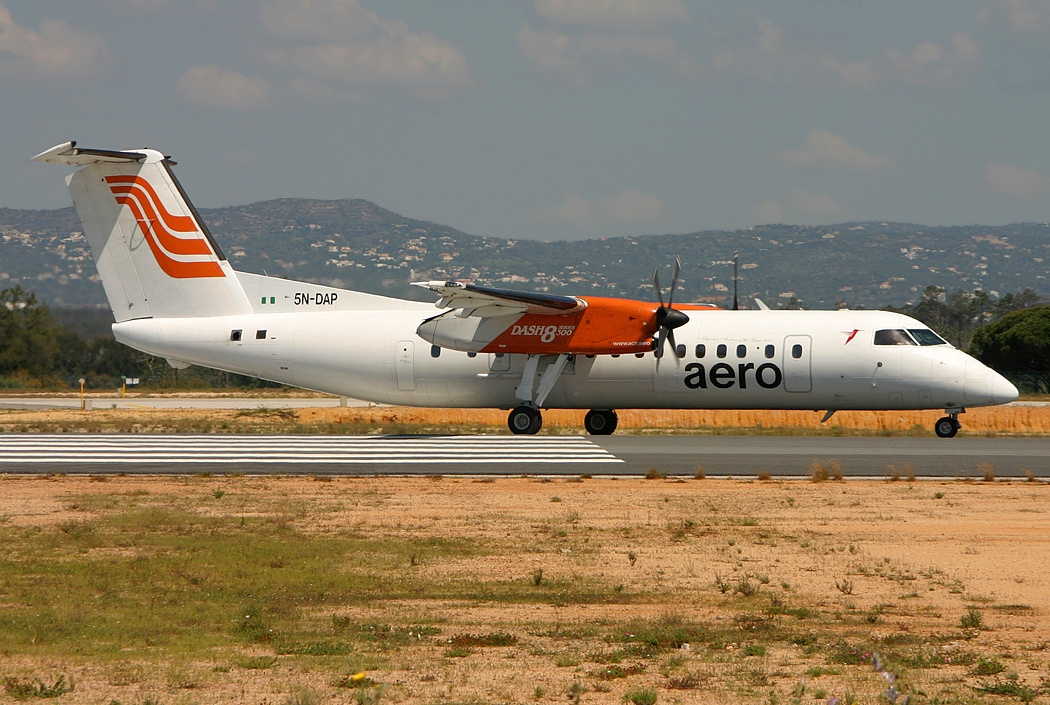
Un DHC-8-300.

A dicembre 2022 la flotta di Aero Contractors è così composta (esclusi gli elicotteri):